# Heinrich David Müller
Christoph Heinrich David Müller (* 25. November 1804 in Hirschberg (Saale); † 25. Oktober 1888 ebenda) war ein deutscher Lederfabrikant und Politiker.

## Leben
Müller war der Sohn des Gerber- und Bürgermeisters Heinrich David Müller in Hirschberg und dessen Ehefrau Eve Maria, geborene von Koch. Er war evangelisch-lutherischer Konfession und heiratete Johanne Christiane Rosine Hegel. Gottlieb Knoch war ein Schwager.
Müller war Lederfabrikant in Hirschberg. Bis 1848 war er Bürgermeister und ab Dezember 1850 stellvertretender Bürgermeister in Hirschberg.
Vom 2. Oktober 1848 bis zum 21. Dezember 1849 war er Abgeordneter im Landtag Reuß jüngerer Linie. Im Landtag war er Alterspräsident.